# Regional Medien Austria
Die RegionalMedien Austria AG ist ein österreichisches Medienunternehmen, das in allen Bezirken Österreichs kostenlose Zeitungen mit lokalem und regionalem Inhalt produziert und darüber hinaus regionale Online-Portale betreibt.

## Reichweite, Auflage und Online-Zugriffe
Laut Österreichischer Media-Analyse (MA) erreichen die lokalen Wochenzeitungen unter dem Dach der RegionalMedien Austria österreichweit 2,931 Millionen Leser, was einer nationalen Reichweite von 38,5 % entspricht.
Die Österreichische Auflagenkontrolle (ÖAK) weist den RegionalMedien Austria gesamt mit Kooperationspartnern für das zweite Halbjahr 2023 eine verbreitete Auflage von 3.417.318 Exemplaren (davon 7.363 ePaper-Exemplare) aus.
Die Österreichische Webanalyse ÖWA bescheinigt dem Einzelangebot der RegionalMedien Austria MeinBezirk.at für das 4. Quartal 2023 37,8 % Reichweite, was einem Monatsschnitt von 2.671.000 Millionen Unique Usern entspricht.

## Unternehmen

### Geschichte
Die RegionalMedien Austria wurden 2009 als 50/50 Joint Venture von der Styria Media Group AG und der Moser Holding AG gegründet.
Seit Oktober 2021 treten die RegionalMedien Austria und ihre Tochterunternehmen sowie Kooperationspartner in ganz Österreich in einem neuen einheitlichen Look auf. Ein gemeinsames Logo und einheitliche Unternehmensnamen stellen die verbindenden Elemente dar.

### Management
Bis März 2025 bestand der Vorstand der RegionalMedien Austria AG aus Georg Doppelhofer und Gerhard Fontan. Seit März 2025 setzt sich der Vorstand aus Georg Doppelhofer und Andreas Eisendle zusammen.

### Struktur
Die RegionalMedien Austria-Gruppe besteht aus der RegionalMedien Austria AG und den einzelnen Bundesland-Gesellschaften. Österreichweit haben die RegionalMedien 80 Geschäftsstellen, die rund 800 Mitarbeiter sind in den Regionen verwurzelt. Redaktion und Verkauf sind auf drei Säulen aufgebaut: lokal in jedem Bezirk, regional in jedem Bundesland und national in ganz Österreich. Aufgrund dieser Struktur können Anzeigen auf Bezirks-, Bundesland- und nationaler Ebene gebucht und mutiert werden, was österreichweit zu geooptimierten Buchungsmöglichkeiten führt.

### Geschäftsmodell
Die Zeitungen unter dem Dach der RegionalMedien Austria sind gratis, ihre Zustellung erfolgt österreichweit „an einen Haushalt“. Finanziert werden die Zeitungen ausschließlich über Anzeigenerlöse. Der Umsatz der RegionalMedien Austria AG beträgt für 2022 90,2 Mio. Euro, das Ergebnis 20221 vor Steuern, Zinsen, Abschreibungen beträgt 5,2 Mio. Euro.

## Redaktionelles Konzept
Die Redaktionen der unter dem Dach der RegionalMedien Austria vereinten Medien sind unabhängig. Die regionalen Wochenzeitungen und Online-Portale der RegionalMedien Austria liefern lokale Nachrichten aus dem unmittelbaren Lebensumfeld der Leser. Ergänzend wird über bundesland- und österreichweit relevante Themen berichtet – mit dem Anspruch, die Verbindung in die Regionen herzustellen.
Regelmäßig erscheinen zudem Spezial-Ressorts für die zentralen Leserinteressen „Gesundheit“, „Motor & Mobilität“, „Wirtschaft & Karriere“ und „Bauen & Wohnen“.
Digital verfolgen die RegionalMedien Austria auf MeinBezirk.at die Strategie von User Generated Content. Registrierte User können auf dem regionalen Online-Portal als Leserreporter, genannt „Regionauten“, lokale und regionale Informationen gleichermaßen anbieten wie konsumieren.

## Medien
Die RegionalMedien Austria AG vereint unter ihrem Dach insgesamt 123 Zeitungen der Marken BezirksZeitung, BezirksBlätter Burgenland, Niederösterreich, Salzburg und Tirol, Woche Kärnten und Steiermark, der Kooperationspartner BezirksRundSchau Oberösterreich und RegionalZeitungen Vorarlberg sowie die Monatsmagazine der RegionalMedien Kärnten und den Grazer.
123 lokale Ausgaben (im nationalen Verbund vermarktet), erscheinen wöchentlich Mittwoch–Freitag:
- BezirksZeitung mit 23 Bezirksausgaben
- BezirksBlätter Burgenland mit 6 Lokalausgaben
- BezirksBlätter Niederösterreich mit 26 Lokalausgaben
- BezirksBlätter Salzburg mit 7 Lokalausgaben
- BezirksBlätter Tirol mit 12 Lokalausgaben
- Woche Kärnten mit 10 Lokalausgaben
- Woche Steiermark mit 17 Lokalausgaben
- BezirksRundSchau (Kooperationspartner) mit 17 Lokalausgaben
- RegionalZeitungen (Kooperationspartner) mit 5 Lokalausgaben
- der Grazer (Montag bis Freitag als E-Paper)

Magazine (in MA und ÖAK-Daten der RegionalMedien Austria gesamt nicht enthalten):
- der Grazer (wöchentlich, Sonntag)
- Draustädter, Feldkirchner, Gailtaler, Klagenfurter, Lavanttaler, Spittaler, St. Veiter und Völkermarkter Leben (monatlich)
- Mein SONNTAG (monatlich)

Digitale Medien:
- www.MeinBezirk.at
- www.grazer.at
- MeinBezirk.at espresso – Nachrichten zum Swipen (App für Android und iOS)
- MeinBezirk.at ePaper (App für Android und iOS)

Ergänzend dazu stellt die RegionalMedien Gesundheit mit der MeinMed Veranstaltungsreihe, dem Magazin Hausärzt:in, MeinMed.at und Gesund.at umfangreiche Gesundheitsinformationen zur Verfügung.